# Danao City
För Danao i Bohol, se Danao (Bohol).

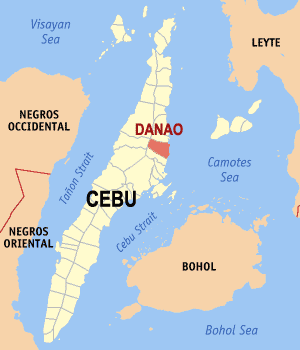
Danao Citys läge i provinsen Cebu.

Danao City är en stad i Filippinerna. Den ligger i provinsen Cebu i regionen Centrala Visayas och har 98 781 invånare (folkräkning 1 maj 2000).
Staden är indelad i 42 smådistrikt, barangayer, varav 29 är klassificerade som landsbygdsdistrikt och 13 som tätortsdistrikt. Danao City ingår i Cebu Citys storstadsområde, Metro Cebu.